# Philodicus externetestaceus
Philodicus externetestaceus là một loài ruồi trong họ Asilidae. Philodicus externetestaceus được Macquart miêu tả năm 1849. Loài này phân bố ở miền Ấn Độ - Mã Lai.